# Himantura granulata

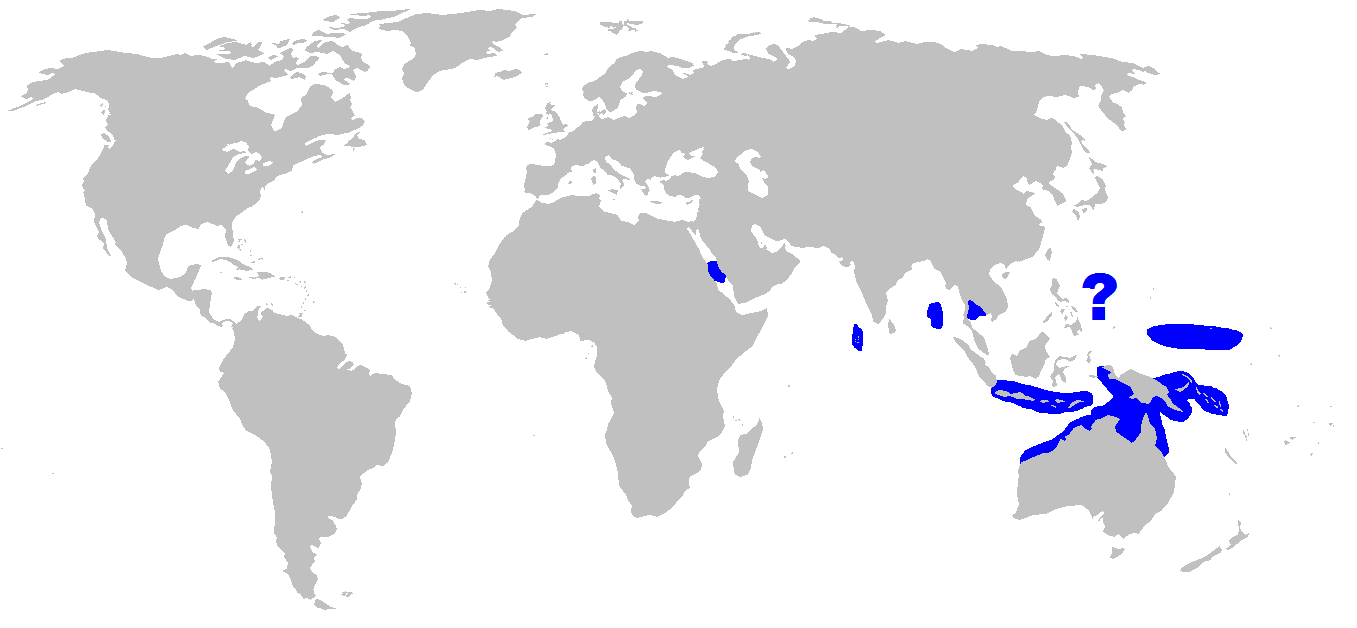
Areale

La pastinaca delle mangrovie (Himantura granulata ) è una pastinaca della famiglia Dasyatidae.

## Descrizione
Le dimensioni degli adulti si aggirano intorno ai 90 cm di larghezza, anche se alcuni esemplari possono raggiungere i 150 cm. È caratterizzata da un disco di forma ovale spesso, largo e appiattito, con delle protuberanze in prossimità degli occhi e due evidenti spiracoli situati in posizione dorsale. La coda, armata di uno o più aculei veleniferi, è lunga e flessibile, simile ad un frustino. Talvolta si osservano sulla sua superficie alcune cicatrici, che sono il segno lasciato dagli aculei caduti.
La ruvida superficie della parte dorsale è di colore grigio-brunastra, solitamente cosparsa di macchioline bianche. Il ventre è di colore chiaro, chiazzato di nero ai bordi.

## Distribuzione e habitat
Distribuita nelle acque tropicali dall'Oceano Indiano e Pacifico occidentale, in Micronesia, Nuova Guinea, Mare di Giava sino all'Australia settentrionale.

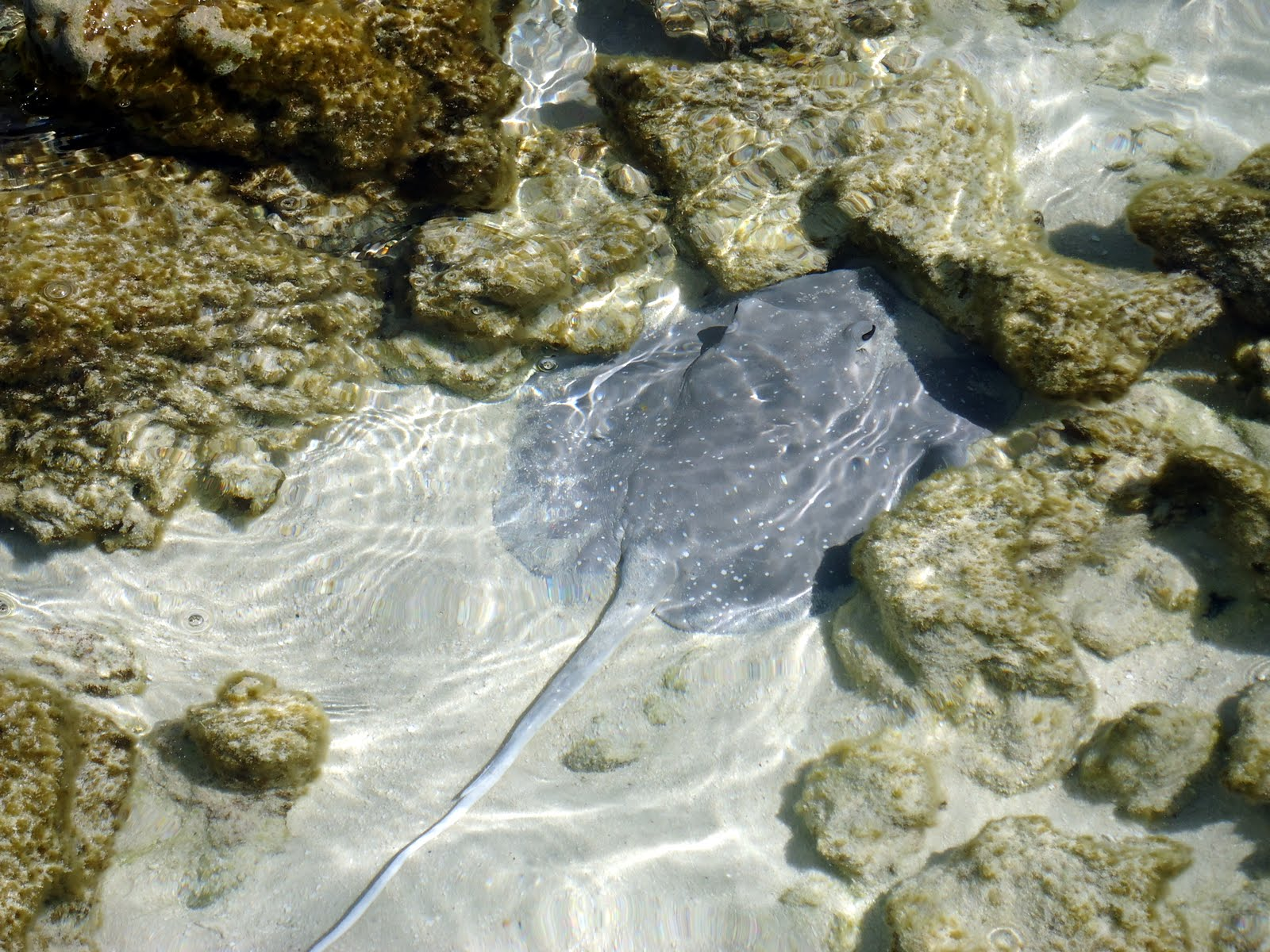
Un esemplare nella riva

Predilige soprattutto le distese sabbiose e le formazioni coralline, lungo le spiagge e nelle foreste di mangrovie, spesso anche in pochi centimetri d'acqua. L'Himantura granulata si adatta anche agli ambienti fluviali ed estuari e in alcuni casi è stata osservata anche nelle acque fangose di alcuni fiumi a centinaia di chilometri dal mare.

## Biologia
Si sa poco riguardo alla sua biologia e le informazioni sul suo comportamento sono molto scarse. Durante la notte caccia soprattutto piccoli pesci, bivalvi e crostacei, che cattura frugando nel substrato sabbioso.È una specie ovovivipara e le femmine danno alla luce piccoli perfettamente formati che misurano 78 cm di lunghezza e 28 cm di larghezza.